# ウィリアム・グレイ (第9代スタンフォード伯爵)

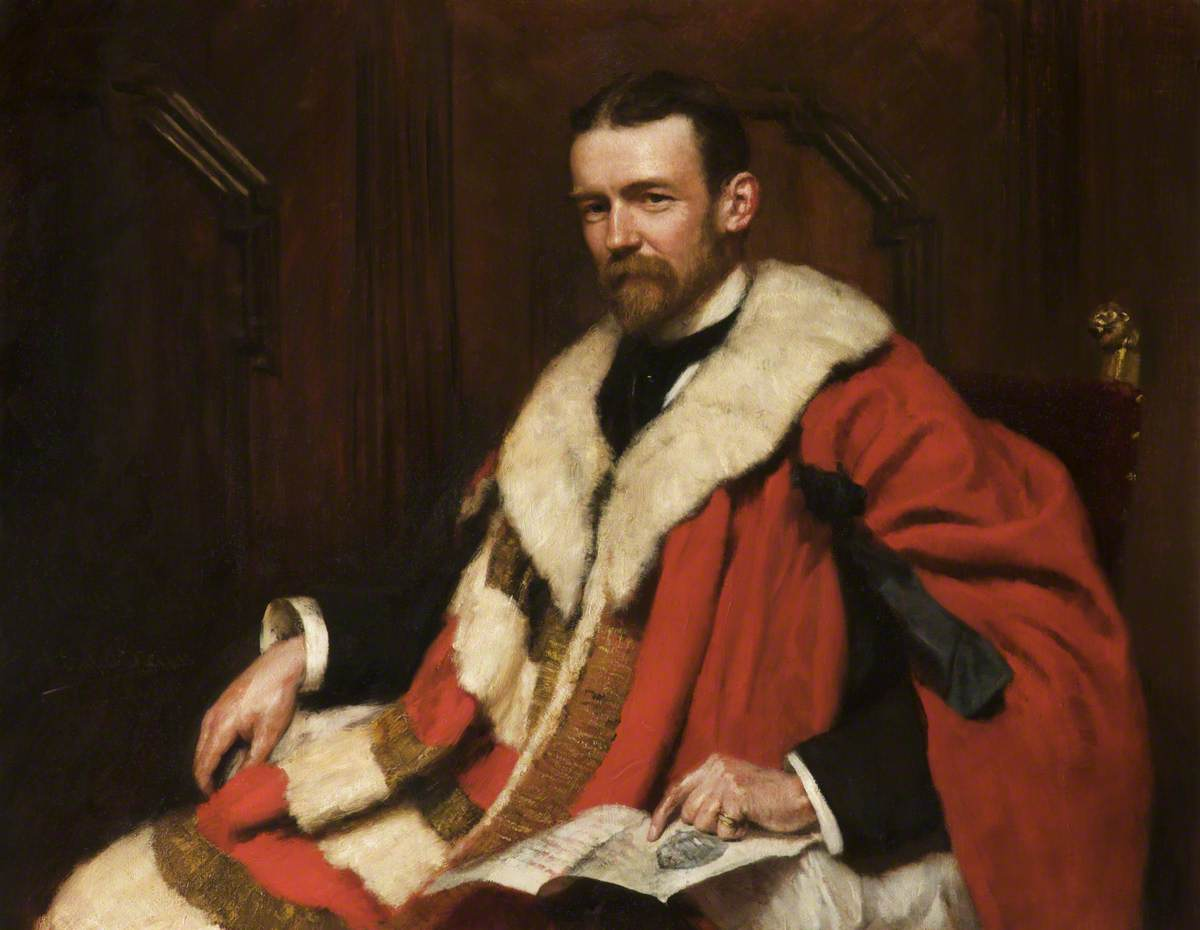
ジョン・アーネスト・ブラウン（John Ernest Breun）による肖像画、1896年画。

第9代スタンフォード伯爵ウィリアム・グレイ（英語: William Grey, 9th Earl of Stamford、1850年4月18日 – 1910年5月24日）は、イングランド貴族。

## 生涯
ウィリアム・グレイ（William Grey、1820年ごろ – 1872年9月1日、ハリー・グレイの三男、第4代スタンフォード伯爵ハリー・グレイの曽孫）と妻ハリエット（Harriet、旧姓ホワイト（White）、フランシス・ヘンリー・ホワイトの娘）の息子として、1850年4月18日に生まれ、5月1日にニューファンドランド植民地のセントジョンズで洗礼を受けた。ブラッドフィールド・カレッジで教育を受けた後、1869年1月16日にオックスフォード大学エクセター・カレッジに入学した。1869年から1873年までスカラ（scholar）を務めた後、1873年にB.A.の、1875年にM.A.の学位を修得した。1876年から1878年までミル・ヒル・スクールの副校長を、1878年から1883年までバルバドスのコドリントン・カレッジで古典学および哲学教授を務めた。
1890年6月19日に伯父にあたる第8代スタンフォード伯爵ハリー・グレイが死去すると、スタンフォード伯爵位を継承、1892年5月3日に貴族院より爵位継承を承認された。政治では自由党に属したが、1886年に自由統一党に転じた。
本国では慈善組織協会会長、チャーターハウス・スクール理事を務め、1901年から1904年まで首都保護院委員会の委員を務めた。
1910年5月24日にウェイブリッジのスランダフ・ハウス（Llandaff House）で死去、30日にチェシャーのボウドン（現代ではグレーター・マンチェスターに属する）で埋葬された。息子ロジャーが爵位を継承した。

## 家族
1895年4月18日、エリザベス・セオバルド（Elizabeth Theobald、1866年ごろ – 1959年9月1日、チャールズ・セオバルドの娘）と結婚、1男1女をもうけた。
- ロジャー（英語版）（1896年10月27日 – 1976年8月18日） - 第10代スタンフォード伯爵[1]
- ジェーン（1899年8月24日 – 1991年[4]） - 1927年9月29日、ペヴェリル・ヘイズ・ターンブル（Peveril Hayes Turnbull、1972年没[5]、ウィリアム・ペヴェリル・ターンブルの息子）と結婚、子供あり[3]